# Software development kit
Een software development kit (vaak afgekort tot SDK) is een verzameling hulpmiddelen die handig zijn bij het ontwikkelen van computerprogramma's voor een bepaald besturingssysteem, type hardware, desktopomgeving of voor het maken van software die een speciale techniek gebruikt.
Zo zijn er SDK's voor spraakherkenning, voor het schrijven van computerspellen met Microsofts DirectX en voor QuickTime. Een fabrikant van mobiele telefoons kan een SDK uitgeven waarmee spelletjes en andere toepassingen voor die telefoons geschreven kunnen worden.
Een SDK kan allerlei zaken bevatten: software, handleidingen, voorbeelden of speciale hardware.